# Louis Gardes
Louis Gardes est un journaliste, conteur, écrivain et poète occitan né à Moissac le 20 avril 1874, et mort dans la même ville le 17 juin 1943.

## Biographie
Louis Gardes est né dans une famille de tonneliers. Bien qu'il soit sorti premier au certificat d'études, sa famille a décidé de le faire entrer en apprentissage. il est gravement blessé à la suite d'une chute d'un foudre dans une propriété viticole le laissant invalide pendant deux ans. Il a profité de ce temps de repos pour lire de nombreux livres.
S'étant rétabli, il entre comme premier clerc dans une étude d'avoué mais s'occupe aussi d'expéditions de fruits et légumes. Il se retire des affaires en 1920.
En 1925, il devient secrétaire du maire Roger Delthil. En 1940, il a assuré la liaison entre la colonie des enfants Juifs installée à Moissac et la mairie.
Pour assurer la connaissance et la transmission de la langue occitane et des traditions locales, il a fondé en 1907 avec des amis l'association « La cloucado des clastres » (La couvée des cloîtres) dont il a été le président. Féru d'histoire et voulant approfondir la connaissance de l'histoire de Moissac il a été, avec Armand Viré, l'un des fondateurs de l'association « Les Amis du Vieux Moissac »  dont il a assuré le secrétariat.
Avec le docteur Armand Rouanet, il a été un propagandiste des bienfaits de la cure uvale à base de chasselas de Moissac ce qui a amené à la création de l'uvarium de Moissac en 1933.
En 1915, il est rédacteur du journal mensuel de la fédération des viticulteurs et primeuristes du Bas-Quercy « Le Moissac ».
Il est le père de Pierre Gardes (1902-1995), félibre, poète, auteur de pièces de théâtre, qui a été vice-président de l’Académie de Montauban et Capiscòl de l’Escolo Carsinolo de Montauban en 1958.

## Publications
- Pesoulhous, 1912, comédie en un acte.
- Lo terro des bièlhs, Moissac, Imprimerie E. Gainard, 1922, comédie en un acte.
- Al coufin (Au coin du feu), Montauban, Imprimerie coopérative, 1929.
- En tusounant : Countes, Montauban, Imprimerie coopérative, 1930.
- Ghésalide, drame lyrique en vers en 3 actes, Toulouse, Edition du Bon Plaisir, 1927

## Hommage
En 2004, l'école publique élémentaire bilingue occitan-français Saint-Benoît de Moissac a pris le nom d'Escòla Louis Gardes.